# Derrima cinocentralis
Derrima cinocentralis är en fjärilsart som beskrevs av Embrik Strand. Derrima cinocentralis ingår i släktet Derrima och familjen nattflyn. Inga underarter finns listade i Catalogue of Life.